# Гейгельський заповідник

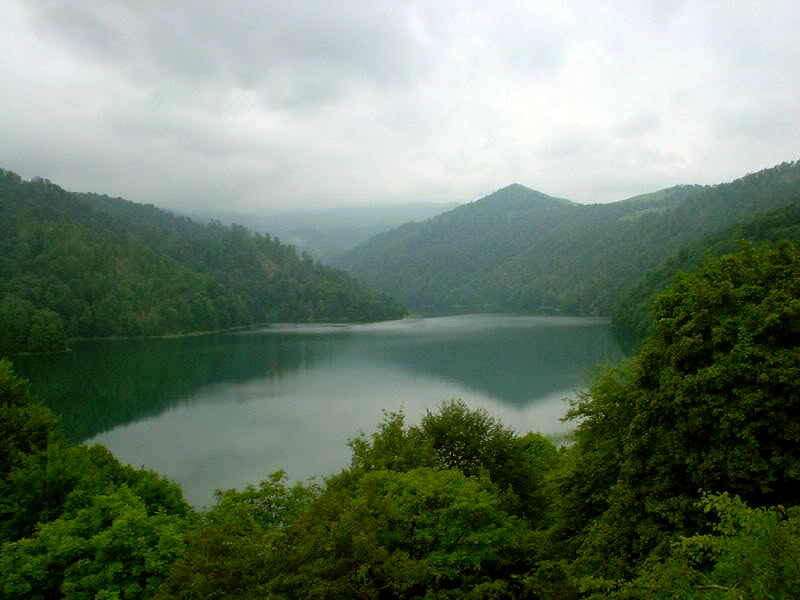
Найбільше озеро Азербайджану Гей-гель, що знаходиться на території заповідника.

Гей-гельський державний заповідник був створений у 1925 році як перший в Азербайджані заповідник. Статус охоронної території був ліквідований не один раз, востаннє його повернули у 1965 році. Основну частину заповідника, загальною площею 6,739 гектарів складає покрита лісами територія. Тваринний світ заповідника складається із різноманітних представників. Заповідник складається із 2-х територій: головного Гей-гельського заповідника та його частини, котра спочатку була допоміжною, а потім була сформована у окремий заповідник «Ельдарська сосна». Відстань між ними складає 80-85 км.

## Мета створення
Основною причиною створення заповідника — збереження природних комплексів на субальпійських поясах північних схилів Малого Кавказу. Основними охоронними об'єктами є природні комплекси гір, ліси, субальпійські зони в регіоні Малого Кавказу, та також озера Гейгель, Залигель, Маралгель.

## Розміщення
Гей-гельський заповідник розміщений в Гейгельському районі (північно-східна частина Малого Кавказького хребта). Найвищою точкою є гора Кяпяз.

## Озера
Гейгель є найбільшим озером в Азербайджані. Вода озера прісна та блакитна. Гей-гель азербайджанською означає «блакитне озеро». На території Гейгельського заповідника знаходяться 8 озер. Найбільші — Гейгель, Залігель, Маралгель, Гарагель. Всі ці озера оточені горами. Популяція форелі сформувалася в Гейгелі та інших озерах цього регіону після своєї появи близько в Х-ХІІ століттях.

## Флора
Ліса заповідника в основному складають дуб, вільха, біла акація.
Вік дерев у дубових лісах досягає 90 років, в тополиних лісах — 60 років. У заповіднику також наявні вологі тополині ліси з ліанами та в'язо-тополині ліси з чарагниковим підліссям. Ліано-тополині ліси характеризуються високою продуктивністю: в них знаходяться гігантські дерева висотою до 40 метрів та діаметром стовбуру до 2,5 метрів. Флора заповідника складається із 420 видів рослин, включаючи 77 видів дерев та чагарників.

### Деякі роди та види
- Acer — Клен
- Aconitum — Аконіт
- Alchemilla — Манжетка
- Astragalus — Астрагал
- Dianthus — Гвоздика
- Geranium — Герань
- Quercus petraea subsp. iberica (Steven ex M.Bieb.) Krassiln. — різновид гірського дуба (Quercus petraea) [syn. Quercus iberica]
- Acer heldreichii subsp. trautvetteri (Medw.) A.E.Murray — Клен Траутфеттера, різновид клену Хельдрейха

## Фауна
Серед хижаків у заповіднику проживають:
- Вовк
- Шакал
- Лисиця
- Горностай
- Кам'яні куниці
- Болотна рись
- Лісова (дика) кішка
- Борсук

Тваринний світ представлений також:
- Земноводними — 6 видами
- Плазунами — 10 видами
- Птахами — 70 видами.

З копитних тварин можна побачити дикого кабана та благородного оленя.